# Brachistosternus andinus
Espèce
Brachistosternus andinus est une espèce de scorpions de la famille des Bothriuridae.

## Distribution
Cette espèce est endémique de la région de Cuzco au Pérou,. Elle se rencontre entre 2 780 et 3 350 m d'altitude.

## Description
Les mâles mesurent de 39,0 à 48,5 mm et les femelles jusqu'à 52,8 mm.

## Étymologie
Son nom d'espèce lui a été donné en référence au lieu de sa découverte, la cordillère des Andes.

## Publication originale
- Chamberlin, 1916 : Results of the Yale Peruvian Expedition of 1911. The Arachnida. Bulletin of the Museum of Comparative Zoology, Harvard, vol. 60, no 6, p. 177-299 (texte intégral).